# 里斯利街
里斯利街是加拿大安大略省多倫多的一條街道，鋪設在央街以東約13,200英尺（4,000米）處。它以苗圃擁有人佐治·里斯利（George Leslie）的名字命名，他在里斯利威老的皇后街上擁有一家多倫多苗圃（Toronto Nurseries）。

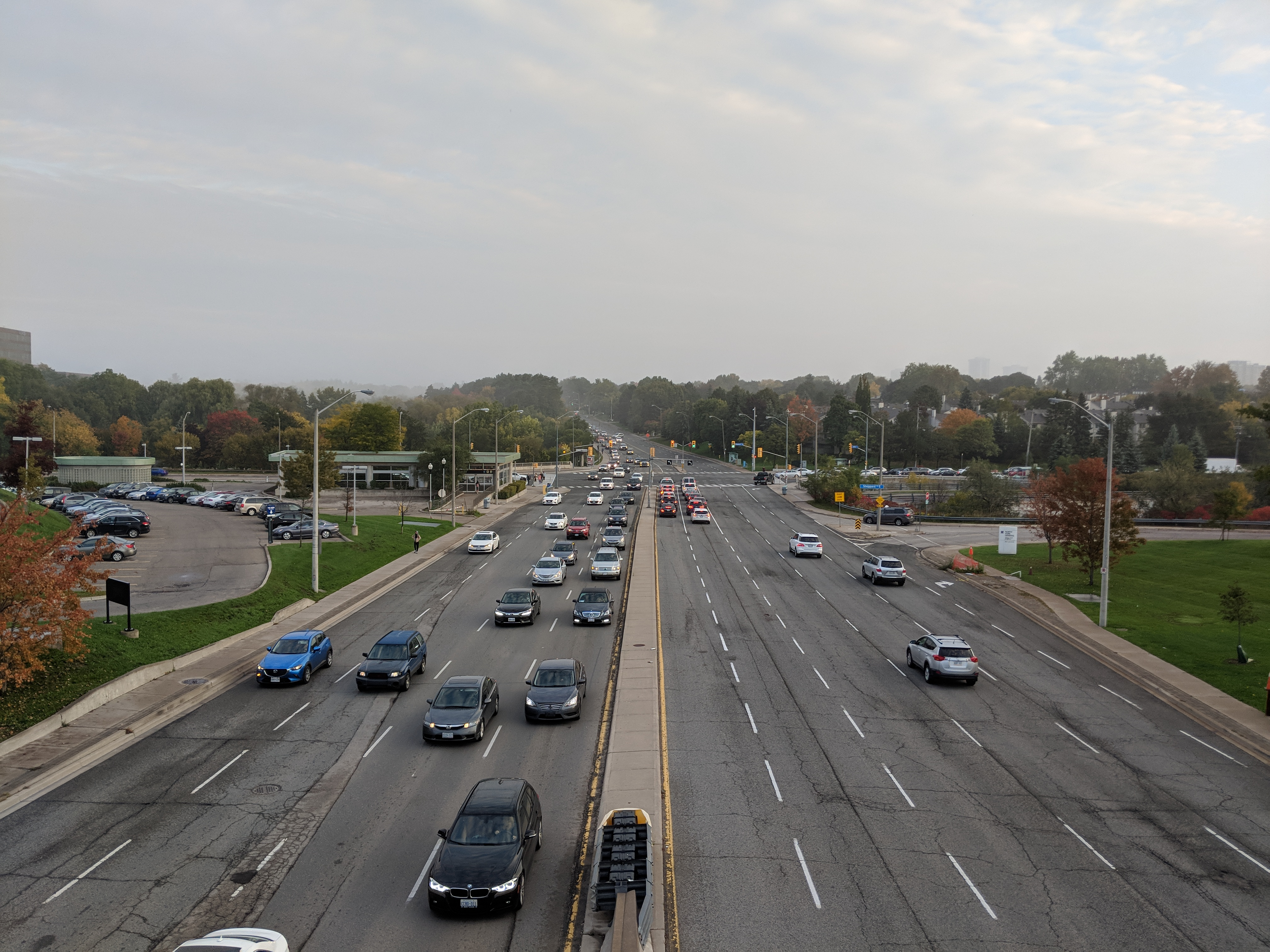
北約克的里斯利街夾雪柏路（Sheppard Avenue）處

里斯利街有四個獨立的路段，始於里斯利街沙嘴（Leslie Street Spit）腳下的安大略湖。就在湖濱東道（Lake Shore Boulevard East）的北邊，是嘉甸拿高速公路的前東部終點站。它繼續向北延伸到芝蘭東街（Gerrard Street East）以北的鐵路軌道，第一段在埃華路（Ivy Avenue）以北結束。當蘭士路（Donlands Avenue）由鐵軌北側延伸至奧干拿徑（O'Connor Drive）以北（向西北延展，與坡路［Pape Avenue］匯合成為妙活道［Millwood Road］），曾經是里斯利街的另一路段。第二部分由位於利西（Leaside）工業區的域仕達路（Wicksteed Avenue）和Vanderhoof Avenue之間的一個街區路段代表。它由Ernest Thompson Seton parklands與第三部分隔開。
第三段由E.T. Seton及威利吉溪公園（Wilket Creek Park）附近的艾靈頓路（Eglinton Avenue）開始。它向北穿過當妙斯（Don Mills）及當谷的商業及住宅區。由艾靈頓路向南延伸到灣景路（Bayview Avenue，陶器道［Pottery Road］以北）的提議至今仍未實現。
里斯利街的一部分由401號公路改道至雪柏東路（Sheppard Avenue East），導致位於Esther Shiner Drive西北至雪柏路（Sheppard Avenue）以北的名為舊里斯利街（Old Leslie Street）的短殘段。
它離開多倫多，於士刁士路（Steeles Avenue）進入約克區。在那裏以北，里斯利街是一條當地道路，此後不遠在域聶公園（Wycliffe Park）的窩打老圍（Waterloo Court）以北結束。部分路段作為德民坊定居者公園（German Mills Settlers Park）內的約翰街（John Street）以北的行人路存在。第四路段繼續作為位於萬錦市（約克區）約翰街以北的主幹道（約克區第12道［York Regional Road 12］），當妙斯道（Don Mills Road）在此成為里斯利街，在Stouffville Road短暫中斷（駕車者需要在Stouffville Road向東行駛，然後繼續向北行駛）並一直延續到敬誠（Keswick）社區以南的Ravenshoe Road，在那裏它成為女皇道南（The Queensway South，並繼續作為約克區12號公路及女皇道北到Georgina的鹿園道［Deer Park Road］）。